# Caroline Ligthart
Caroline Ligthart (Naarden, 1965) is een Nederlands schrijver.

## Biografie
Ligthart publiceerde in De Brakke Hond, De Revisor en Hollands Maandblad. Voor haar korte verhalen ontving zij diverse Vlaamse prijzen, onder meer van Het Belang van Limburg, de Hendrik Prijs en De Brakke Hond. Russisch water (2011), Ligtharts debuutroman, werd genomineerd voor de VrouwDebuutPrijs 2010-2012 en de Volkskrant schreef: Ligthart heeft de pittigheid van Annie M.G. Schmidt.
Na deze publicatie trok Ligthart de wereld over met de Engelse ontdekkings-reiziger/schrijver Redmond O'Hanlon. De VPRO bundelde de artikelen die zij over deze tour de force schreef in O'Hanlons helden (2012).
In 2015 verscheen de verhalenbundel Tweedehands bloemen. Die werd net als Russisch water enthousiast onthaald. Ligthart werd vergeleken met de Russische schrijvers en van De Limburger kreeg ze vier sterren.
Waantje krijgt de knarser, een boek voor kinderen die te maken krijgen met kanker, verscheen in 2016. Aart Staartjes noemde het verhaal een geweldige vondst. Waantje kreeg vier sterren van Hebban.
Ligthart heeft ook toneelteksten geschreven: De Koerskmonologen, Half gesneden, Stuk vreten en Zoutzuur. Voor Beatrice van de Poel schreef ze liedteksten.